# Солнечников, Сергей Александрович
Серге́й Алекса́ндрович Со́лнечников (19 августа 1980, Потсдам — 28 марта 2012, Амурская область) — российский офицер войск связи, майор.
Герой Российской Федерации (2012).

## Биография
Родился 19 августа 1980 года в городе Потсдам (Германская Демократическая Республика), где его отец, Александр Васильевич Солнечников, будучи военным, проходил службу. После возвращения в СССР семья жила в Волгограде, где Сергей приступил к занятиям в школе № 27. После 8-го класса Солнечников продолжил учёбу в Ахтубинской общеобразовательной кадетской школе-интернате им. П. О. Сухого (Астраханская область). В 1997 году он был принят без экзаменов в Качинское военное училище, однако окончить это заведение ему не удалось, так как в 1998 году училище было расформировано. Тогда С. А. Солнечников поступил в Кемеровское высшее военное командное училище связи, которое окончил в 2003 году. В 2004 году он получил назначение в войсковую часть 53790 в Дальневосточном военном округе (город Белогорск Амурской области).

## Подвиг
28 марта 2012 года, во время учений, один из солдат, проходивших военную службу по призыву, неудачно бросил гранату РГД-5 из положения «стоя». Боеприпас попал в край переднего бруствера, ограждавшего огневую позицию, срикошетил и отлетел в зону поражения сослуживцев. Майор Солнечников, мгновенно оценив обстановку, оттолкнул растерявшегося солдата и накрыл собой гранату. Через полтора часа Сергей Солнечников скончался на операционном столе от полученных ранений, несовместимых с жизнью, — разрыва селезёнки и печени, осколочных ранений сердца и лёгких.
На следующий день после гибели Сергея Солнечникова  было возбуждено уголовное дело по данному факту. Военно-следственный отдел по белогорскому гарнизону приступил к предварительному расследованию всех обстоятельств случившегося.
2 апреля 2012 года С. А. Солнечников с воинскими почестями был похоронен на городском кладбище № 2 города Волжский Волгоградской области, в котором проживают его родители и родная сестра.
3 апреля 2012 года Указом Президента Российской Федерации майору Солнечникову С. А. за героизм, мужество и самоотверженность, проявленные при исполнении воинского долга, присвоено звание Героя Российской Федерации (посмертно).

## Память

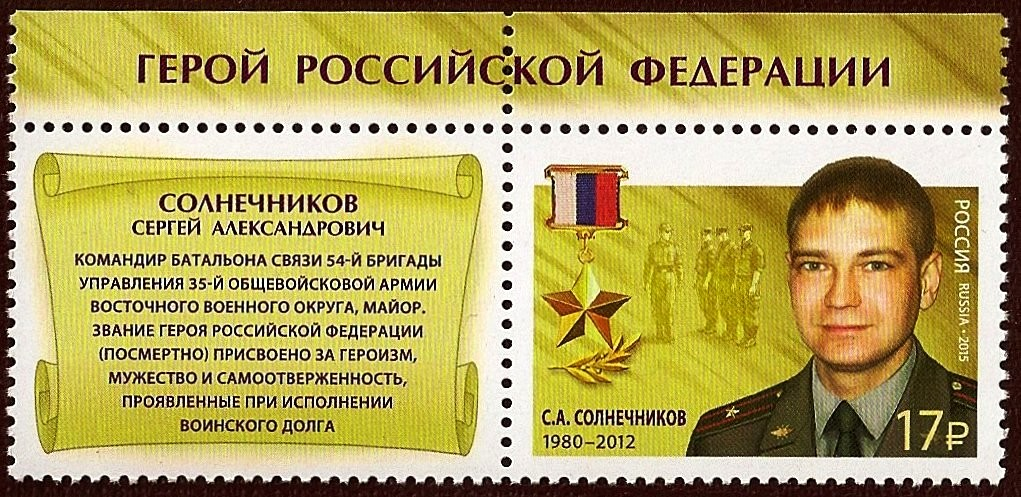
Почтовая марка России. 2015 г.

- 2 апреля 2012 года Дума Благовещенска после обращения губернатора Амурской области Олега Кожемяко приняла решение назвать одну из улиц нового квартала города именем Сергея Солнечникова[7].
- 24 апреля 2012 года в Белогорске была открыта памятная стела майору Сергею Солнечникову[8].
- 7 мая 2012 года в Белогорске на Аллее Славы установлена плита со звездой в память о Герое России майоре Сергее Солнечникове[9].
- В городе Волжском в июне 2012 года кадетской школе было присвоено имя С. А. Солнечникова[10]. В ноябре 2012 года его именем также названа безымянная улица № 11 в микрорайоне «Ахтубинская жемчужина»[11].
- В июле 2012 года имя Солнечникова присвоено улице в районе «Родниковая долина» Советского района Волгограда[12].
- В 2013 году техникуму транспорта города Орска присвоено имя С. А. Солнечникова[13].
- Поэт Дмитрий Быков посвятил погибшему офицеру стихотворение в рубрике «Герой недели» журнала «Собеседник», в котором с сожалением отметил, что в современной России, по его мнению, героем чаще считают того, кто прикрылся другими, а не спас их ценой своей жизни[14].
- В 2015 году Почтой России выпущена марка из серии «Герой Российской Федерации» с изображением С. А. Солнечникова[15].
- 7 ноября 2018 года в Белогорске открыт физкультурно-оздоровительный комплекс имени Героя России майора Сергея Солнечникова[16].

## Награды
- Герой Российской Федерации (2012)[6].
- Медаль «За воинскую доблесть» II степени[17].
- Медаль «За отличие в военной службе» III степени[17].

## Семья
- Отец — Александр Васильевич Солнечников[18];
- Мать — Зоя Александровна Солнечникова[18];
- Сестра — Елена Александровна Солнечникова[19];
- Женат не был[19].